# Воеводский, Аркадий Васильевич

Герб дворянского рода Воеводских.

Аркадий Васильевич Воеводский (1813—1879) — морской офицер, директор Кораблестроительного департамента, главный командир Санкт-Петербургского порта, адмирал (1879).

## Биография
Аркадий Васильевич Воеводский родился 17 сентября 1813 года в селе Юрьево Бельского уезда Смоленской губернии в семье потомственного дворянина из рода Воеводских, помещика, отставного армейского подпоручика Василия Гавриловича Воеводского и его супруги Анны Степановны (урождённой Нахимовой), старшей сестры адмирала П. С. Нахимова. В семье было шестеро детей: три сына и три дочери. Все сыновья — Степан, Платон и Аркадий по примеру своего известного дяди адмирала Нахимова, посвятили свою жизнь флоту и стали адмиралами Российского императорского Флота.
21 июня 1824 года Аркадий, следом за старшим братом Степаном, поступил кадетом в Морской кадетский корпус. 1 февраля 1830 года произведён в гардемарины. После окончания училища и совершения практического плавания на корабле «Кульм» в Балтийском море, 31 декабря 1831 года Воеводский был произведён в первое офицерское звание — мичман. До 1840 года проходил службу на кораблях Балтийского флота: линейных кораблях «Кацбах»(1831) и «Император Пётр I» (1833), бригах «Диомид» (1832, 1835) и «Антенор» (1836—1839). 10 марта 1837 года был произведён в лейтенанты флота. В 1840—1841 годах А. В. Воеводский находился прикомандированным на службе в Российско-Американской компании в Санкт-Петербурге. В 1842 году на пароходе «Ладога» ходил в Финском заливе.

### Служба на Каспийском море
В 1842 году А. В. Воеводский был переведён на Каспийское море. С 1843—1848 годы командовал пароходом «Кама», который курсировал из Астрахани в Астрабадский залив и к персидским берегам. 15 апреля 1845 года произведён в капитан-лейтенанты. 2 августа того же года был назначен начальником Астрабадской морской базы. 22 сентября 1848 года капитан-лейтенант Воеводский был назначен командиром Бакинской военно-морской станции, должность исполнял до 1855 года. 6 декабря 1853 года произведён в капитаны 2-го ранга.

### Служба в Морском министерстве
13 июля 1855 года Воеводский назначен вице-директором инспекторского департамента Морского министерства, с состоянием по флоту. 30 августа того же года произведён в капитаны 1-го ранга. 7 апреля 1856 года награждён орденом Святого Георгия 4-го класса «За беспорочную выслугу, в офицерских чинах, в 20-ти морских кампаний».
26 сентября 1858 года А. В. Воеводский был произведён в контр-адмиралы и назначением директором Кораблестроительного департамента Морского министерства. Принимал активное участие в создании железного судостроения в России, сосредоточение его в новом адмиралтействе. В 1862 году был назначен членом особого комитета для рассмотрения замечаний по проекту положения о дисциплинарных взысканиях, после чего был командирован в Англию и Францию. За успешную деятельность Воеводскому в 1862 году было пожаловано 3800 десятин земли, а 28 октября 1866 года произведён чин вице-адмирала за отличие.
С 1867 по 1873 годы служил главным командиром Санкт-Петербургского порта. В 1873 году назначен начальником канцелярии в Комитете о раненых, также был назначен членом Адмиралтейств-совета. 1 апреля 1879 года Воеводский Аркадий Васильевич произведён в полные адмиралы Российского императорского флота и в том же году был уволен со службы. После отставки Воеводский А. В. поселился в Балтском уезде Великомечетнянской волости Подольской губернии.
Скончался 2 декабря 1879 года. Похоронен на Смоленском православном кладбище Санкт-Петербурга.

## Награды
- Орден Святой Анны 3-й степени (1846);
- Орден Святой Анны 2-й степени (1849);
- Орден Святого Георгия 4-й степени (1856, № 9917);
- Орден Святого Владимира 3-й степени (1856);
- Орден Святого Станислава 1-й степени (1863);
- Орден Святого Владимира 2-й степени (1868);
- Орден Белого Орла (1871);
- Орден Святого Александра Невского (1876).

Иностранные:
- Орден Льва и Солнца 3-й степени (1843, Персия);
- Орден Льва и Солнца 2-й степени (1849, Персия).

## Семья
- Отец — Воеводский Василий Гаврилович, потомственный дворянин, помещик, отставной армейский подпоручик.
- Мать — Воеводская (урождённая Нахимова) Анна Степановна, старшая сестра адмирала П. С. Нахимова.
- Брат — Воеводский, Степан Васильевич (1805—1884), участник Наваринского морского сражения. Служил в российско-американской компании, в 1854-60 годах — главный правитель российско-американских компаний. В последующие годы — военный губернатор и главный командир порта в Астрахани. Адмирал, член Адмиралтейств-совета[6].
- Брат — Воеводский, Платон Васильевич (1816-18.11.1885), боевой офицер флота. Участник Синопского морского сражения (1853 г.), героической обороны Севастополя (1854-55 гг.). Командовал кораблями на Чёрном, Балтийском морях. В 1857—1868 гг. — вице-директор департамента корабельных лесов, затем на руководящих должностях Морского министерства. Член военно-морского суда. Вице-адмирал[7].
- Жена (первый брак) — Макеева Анна Петровна (1829—1876), дочь полковника артиллерии.

Сыновья:
- Воеводский, Николай Аркадьевич (1859—1937) — статc-секретарь Е. И. В., егермейстер, член Государственного совета, товарищ Главноуправляющего Собственной Е. И. В. канцелярии, член совета Императорского человеколюбивого общества.
- Воеводский, Сергей Аркадьевич (21.04.1857 — ?) — окончил Пажеский Его Величества корпус в 1877 году, служил в 12-м гусарском Ахтырском полку.
- Воеводский, Степан Аркадьевич (22.03.1859 — 18.08.1937) — начальник Николаевской морской академии и директор Морского корпуса; товарищ (заместитель) морского министра, с 1909 по 1911 годы — морской министр Российской империи, член Государственного Совета. Адмирал. Эмигрировал в Виши (Франция).
- Воеводский, Платон Аркадьевич (22.10.1861 — 14.01.1941) — офицер лейб-гвардии Финляндского полка, с 1896 года служил по военно-морскому судебному ведомству, товарищ Главного военно-морского прокурора, член Главного военно-морского суда, генерал-лейтенант. Эмигрировал в Германию. Умер в Нейи под Парижем[8]

Дочери: Анна (27.01.1856 — ?), Мария (2.08.1860 — ?).
- Жена (второй брак) — Елизавета Петровна, вдова штабс-ротмистра Ралли. От этого брака детей не было.